# Лоретта Лінч
Лоретта Елізабет Лінч (англ. Loretta Elizabeth Lynch; нар. 21 травня 1959, Ґрінсборо, Північна Кароліна) — американська адвокатка, суддя та політична діячка. Генеральний прокурор США з 27 квітня 2015 року. У період з 1999 по 2001 рік і знову з 2010 року була прокурором США для Східного округу Нью-Йорка, таким чином курируючи федеральні обвинувачення у Брукліні, Квінсі, Стейтен-Айленді і Лонг-Айленді.
Здобула ступінь бакалавра мистецтв з англійської та американської літератури у Гарвардському університеті (1981 р.) і ступінь доктора права у Гарвардській школі права (1984 р.). Одружена, має двох пасинків.

## Відомі справи
Розслідування системної корупції та висунуння офіційного звинувачення проти вищих функціонерів ФІФА (2015 р. )